# Eman al-Nafjan
Eman al-Nafjan (o Iman al Nafjan), es una bloguera saudita y activista por los derechos de las mujeres. Fue detenida por las autoridades saudíes en mayo de 2018 junto con Loujain Alhathloul y otros activistas por los derechos de las mujeres en lo que Human Rights Watch interpretó como un acto de amedrentamiento.
El 14 de marzo de 2019, PEN America anunció que Nouf Abdulaziz, Loujain Alhathloul y Eman Al-Nafjan recibirían el Premio PEN America/Barbey Freedom to Write 2019, que se entregó el 21 de mayo en la Gala Literaria PEN America 2019 en el Museo Americano de Historia Natural de Nueva York.
A finales de marzo de 2019, las mujeres presentaron su defensa y describieron los abusos físicos y sexuales que habían sufrido en su cautiverio. Eman al-Nafjan, junto con Aziza al-Yousef y la doctora Rokaya Mohareb quedaron en libertad bajo fianza.
En septiembre de 2019, al-Nafjan recibió el "Premio al Valor", concedido por Reporteros sin Fronteras. Debido a que se le prohibió viajar fuera de Arabia Saudí no pudo recoger su premio.

## Infancia y educación
Al-nafjan nació en Arabia Saudita, hija de un oficial militar saudí. Viajó extensamente por su país y Estados Unidos. Obtuvo una licenciatura en inglés y trabajó como maestra de escuela y luego como profesora universitaria. Posteriormente obtuvo una maestría en enseñanza de inglés como idioma extranjero en la Universidad de Birmingham en el Reino Unido. Enseñó inglés en cursos introductorios universitarios.

## Activismo
En febrero de 2008, al-Nafjan comenzó a publicar en un blog como "Saudiwoman" (mujer saudita), escribiendo sobre temas sociales y culturales de Arabia Saudita con un enfoque femenino.
En junio de 2011, manejó un automóvil en Riad como parte de una campaña a favor de que las mujeres fueran autorizadas a conducir vehículos. y luego comenzó a publicar artículos en medios occidentales como el diario británico The Guardian, la cadena CNN, p Aministy International,  abordando aspectos de la situación de las mujeres saudíes, especialmente sus limitaciones para conducir vehículos o practicar deportes. 

En octubre de 2013, al-Nafjan fue arrestada mientras filmaba a una mujer que conducía un vehículo.
En septiembre de 2016, al-Nafjan firmó una petición como parte de la campaña contra el sistema de tutela masculino establecido en Arabia Saudita.
El 15 de mayo de 2018 fue detenida por las autoridades saudíes, junto a Loujain Alhathloul, Madeha al-Ajroush, Aziza al-Yousef, Aisha al-Mana, y algunos hombres, adherentes a la campaña en contra de la tutela masculina. Human Rights Watch interpretó que el objetivo de los arrestos era provocar terror en "cualquiera que exprese escepticismo sobre la agenda del príncipe heredero acerca de derechos". Las autoridades saudíes acusaron a los activistas arrestados de tener "contacto sospechoso con grupos extranjeros", proporcionar apoyo financiero a "elementos hostiles en el extranjero" y reclutar trabajadores del gobierno. Según The Independent, los arrestos se produjeron "solo seis semanas antes de que Arabia Saudita deba levantar la única prohibición mundial sobre la conducción de vehículos por parte de mujeres".
Luego de su detención, numerosas personalidades y organismos reclamaron a las autoridades sauditas la liberación inmediata de los activistas. Entre otros, Amnistía Internacional alertó acerca de las evidencias de violaciones de los derechos humanos por parte de las autoridades sauditas, y el Parlamento Europeo emitió una resolución solicitando la inmediata e incondicional liberación de los detenidos, el fin del acoso a los defensores y defensoras de los derechos de las mujeres y una respuesta más firme por parte de la comunidad europea.
Se presume que desde noviembre de 2018 está detenida en la prisión central de Dhahban. En base a diferentes evidencias, Amnistía Internacional denunció que las activistas detenidas, son sometidas a torturas, abusos sexuales y otros tratos inhumanos. Hacia fines de enero de 2019, Eman al-Nafjan permanecía detenida e incomunicada, sometida a tortura y podría enfrentar una condena de hasta 20 años de prisión.